# Hydroptila itoi
Hydroptila itoi är en nattsländeart som beskrevs av Kobayashi 1977. Hydroptila itoi ingår i släktet Hydroptila och familjen smånattsländor. Inga underarter finns listade i Catalogue of Life.